# Capela dos Ossos (Faro)
A Capela dos Ossos de Faro é um ossário em Faro, Portugal. Pertence à igreja de Nossa Senhora do Carmo. Foi mandado construir em 1816. As ossadas provêm de um antigo cemitério da Ordem.
A entrada contém a inscrição: "Pára aqui a considerar que a este estado hás-de chegar".